# Brian Carroll (piłkarz)
Brian Carroll (ur. 20 lipca 1981 w Springfield, Wirginia) – amerykański piłkarz występujący na pozycji pomocnika. Zawodnik klubu Philadelphia Union.

## Kariera klubowa
Carroll karierę rozpoczynał w 2000 roku w zespole Wake Forest Demon Deacons z uczelni Wake Forest University. W 2003 roku został graczem ekipy DC United, grającej w MLS. Sezon 2003 spędził na wypożyczeniu w Richmond Kickers z PDL, a potem powrócił do DC United. W MLS zadebiutował 3 kwietnia 2004 roku w wygranym 2:1 meczu z Houston Dynamo. W tym samym roku zdobył z klubem MLS Cup. 7 sierpnia 2005 roku w wygranym 3:2 pojedynku z Chicago Fire strzelił pierwszego gola w MLS. W 2006 roku i w 2007 roku otrzymał z zespołem nagrodę MLS Supporters' Shield.
W listopadzie 2007 roku poprzez MLS Expansion Draft Carroll trafił do San Jose Earthquakes. W tym samym miesiącu w zamian za Keia Kamarę, przeszedł do Columbus Crew, również z MLS. Pierwszy ligowy mecz zaliczył tam 29 marca 2008 roku przeciwko Toronto (2:0). W 2008 roku zdobył z zespołem MLS Cup. W tym samym roku, a także rok później otrzymał z nim nagrodę MLS Supporters’ Shield.
W listopadzie 2010 roku Carroll w zamian za pieniądze oraz miejsce w drugiej rundzie draftu trafił do ekipy Philadelphia Union.

## Kariera reprezentacyjna
W reprezentacji Stanów Zjednoczonych Carroll zadebiutował 13 października 2005 roku w wygranym 2:0 meczu eliminacji Mistrzostw Świata 2010 z Panamą (2:0).